# Архиепархия Бертуа
Архиепархия Бертуа (лат. Archidioecesis Bertuana) — архиепархия Римско-Католической церкви с центром в городе Бертуа, Камерун. В митрополию Яунде входят епархии Батури, Думэ-Абонг-Мбанга, Йокадума. Кафедральным собором архиепархии Бертуа является церковь Святейшего Семейства. 

## История
17 марта 1983 года Римский папа Иоанн Павел II выпустил буллу Gravissimum officium, которой учредил епархию Бертуа, выделив её из епархии Думэ (сегодня – Епархия Думэ-Абонг-Мбанга). В этот же день епархия Бертуа вошла в митрополию Яунде. 
20 мая 1991 года и 3 февраля 1994 года епархия Бертуа передала часть своей территории в пользу возведения новых епархий Йокадума и Батури.
11 ноября 1994 года Римский папа Иоанн Павел II буллой Pastorali quidem возвёл епархию Бертуа в ранг архиепархии. 

## Ординарии епархии
- архиепископ Lambertus Johannes van Heygen CSSp (1983—1999);
- архиепископ Roger Pirenne CICM (1999—2009);
- архиепископ Joseph Atanga SJ (2009 — по настоящее время).

## Источник
- Annuario Pontificio, Libreria Editrice Vaticana, Città del Vaticano, 2003, ISBN 88-209-7422-3
- Булла Gravissimum officium Архивная копия от 27 марта 2010 на Wayback Machine, AAS 75 (1983) I, стр. 600  (лат.)
- Булла Pastorali quidem Архивная копия от 18 мая 2014 на Wayback Machine  (лат.)